# 이미래 (치어리더)
이미래(1990년 9월 15일~)는 대한민국의 치어리더이다.

## 경력
- 한화 이글스 응원단 치어리더
- 흥국생명 핑크스파이더스 응원단 치어리더
- OK금융그룹 읏맨 응원단 치어리더
- NC 다이노스 응원단 치어리더
- SK 와이번스 응원단 치어리더
- 원주 DB 프로미 응원단 치어리더